# Animal Collective
Animal Collective är en amerikansk experimentell och psykedelisk musikgrupp från Baltimore som bildades 1999. Medlemmarna i bandet är David Portner (Avey Tare), Noah Lennox (Panda Bear), Josh Dibb (Deakin) och Brian Weitz (Geologist), dock varierar medlemmarna mellan varje album. Sedan starten har bandet givit ut elva studioalbum, varav det första, Spirit They're Gone, Spirit They've Vanished, släpptes 2000. Gruppens tidiga album karaktäriserades av experimentell pop och oljud, men de har sedan dess skapat både freak folk, psykedelisk pop och indierock. Gruppen drev tidigare skivbolaget Paw Tracks där de släppte en del av sitt eget material samt material av andra artister.

## Historia

### Bakgrund och gruppens tidiga år (1995–2003)
Medlemmarna i Animal Collective möttes under barndomstiden i Baltimore. Brian Weitz (Geologist) och David Portner (Avey Tare) spelade tillsammans i ett Pavement-influerat indierockband kallat "Automine" när de var tonåringar. När David Portner var 16 skrev han låten "Penny Dreadfuls". Denna låt spelade han med Automine, men den kom även att inkluderas på Animal Collectives debutalbum.
År 1997 började både Noah Lennox (Panda Bear) och Josh Dibb (Deakin) college i Boston (Boston University och Brandeis University), medan Portner och Weitz började i New York (New York University och Columbia University). Lennox och Dibb färdigställde Lennoxs debutalbum, Panda Bear, och etablerade ett eget skivbolag, Soccer Star Records, där albumet senare utgavs.
Portner avskydde livet som student på New York University, och åkte varje sommar tillsammans med Weitz till Baltimore för att skapa musik med Lennox och Dibb. Portner arbetade samtidigt på ett album, vilket så småningom skulle bli Spirit They're Gone, Spirit They've Vanished. Portner och Lennox spelade in albumet under sommaren 1999, efter att Lennox hade blivit förfrågad att spela trummor. Albumet färdigställdes av Portner under resten av året, samtidigt som Soccer Star Records bytte namn till Animal Records, med avsikt att släppa musik av alla fyra musiker. Skivbolaget utgav debutalbumet Spirit They're Gone, Spirit They've Vanished under artistnamnet Avey Tare and Panda Bear sommaren 2000. Albumet är starkt pop och noiseinspirerat.
Under år 2000 uppträdde gruppen för första gången i New York, tillsammans med Black Dice och The Rapture. Detta var också första gången de använde ansiktsmålningar och masker, som senare blev ett kännetecken för gruppens liveframträdanden. Portner använde en mask de två första åren i gruppen. Lennox bar en pandahuva på huvudet och målade ibland ansiktet. Efter att Portner och Lennox hade spelat på klubbar i New York så började Brian Weitz spela tillsammans med gruppen i slutet av 2000. Många av de låtar de framförde live under denna tidpunkt hamnade slutligen på gruppens andra album, Danse Manatee, utgivet 2001 under artistnamnet Avey Tare, Panda Bear and Geologist.  Under 2001 turnerade de med Black Dice där de framförallt framförde nya låtar. Många av låtarna de spelade live vid denna tidpunkt inkluderades på livealbumet Hollinndagain, utgivet av St. Ives 2002. Albumet bestod till stor del av tidigare outgivet material, förutom låten "Lablakely Dress" som fanns med på Danse Manatee. 300 exemplar trycktes på vinyl, alla med unika skivomslag gjorda av gruppen själva. När Weitz fick frågan om varför låtarna på albumet aldrig spelades in i en studio svarade han att de framförde dessa låtar samtidigt som de spelade in Danse Manatee. Låtarna som senare blev inkluderad på Hollinndagain tog upp deras livetid medan låtarna på Danse Manatee tog upp deras studiotid.
År 2003 utgavs gruppens tredje studioalbum, Campfire Songs under ett eponymiskt gruppnamn. Albumet spelades in redan 2001 och är den första av gruppens utgivningar där Josh Dibb medverkar. Vissa låtar på albumet spelades live redan på de tidigaste liveshowerna med Portner och Lennox. Inspelningen av albumet skedde i november på en veranda. Hela albumet spelades in under en tagning och innehåller inga musikaliska pauser. Lennox sa i en intervju att inspelningen inte var spontan, utan välplanerad; de jobbade på övergångarna mellan låtarna i ungefär en månads tid. Han tyckte även att övergången mellan "Queen in My Pictures" och "Doggy" är något av det bästa gruppen gjort. Efter denna inspelning de började arbeta på nytt material som senare släpptes på Here Comes the Indian, samtidigt som de hade allvarliga problem inom gruppen. Under 2002 hade de åkt på sin första stora turné, som bland annat tog dem till södra USA. Portner sa i en intervju att turnén var "brutal" och att de "tappade förståndet" under den. De spelade in albumet under tre dagar, med sång inspelat separat av Portner och Lennox. Weitz beskrev albumet som "mörkrets kärna" och sa även att det speglades i den hektiska och kaotiska ljudbilden. Albumet var det första att släppas under namnet Animal Collective.

### Nytt skivbolag och uppmärksamhet (2004–2006)

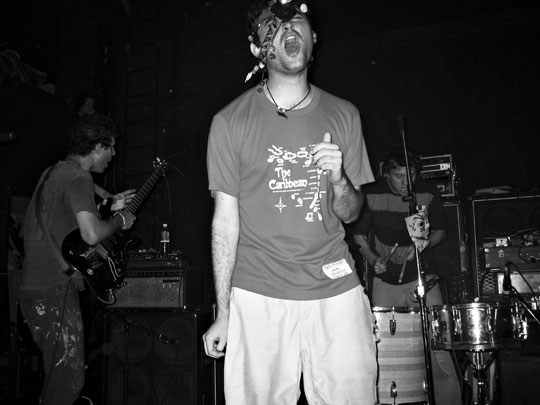
Animal Collective under ett liveframträdande 2006

Efter utgivningarna av Campfire Songs och Here Comes the Indian 2003 hade gruppen fått allt större uppmärksamhet. Efter att Black Dice introducerat gruppen för FatCat Records återutgav skivbolaget gruppens två första album som dubbel-CD. Samtidigt bestämde sig Portner och Lennox för att koncentrera sig på mer enkel musik, och började spela live som en duo med akustiska gitarrer, sång, en trumma och enbart vissa effekter. Resultatet blev Sung Tongs, utgivet på FatCat Records 2004. Endast Portner och Lennox medverkade på inspelningarna av albumet. Albumet, som var det första att inte släppas på gruppens eget skivbolag, fick mycket positiv kritik från musikkritiker vid utgivningen, och anses vara gruppens genombrott.
Efter utgivningen av Sung Tongs började Weitz och Dibb spela och skriva låtar med gruppen igen. Gruppen gjorde sin första Europaturné under 2004 som en trio utan Weitz, under vilken de träffade Vashti Bunyan. Tillsammans med henne spelade de in EP-skivan Prospect Hummer, och lät henne sjunga på låtarna. EP:n innehåller spår som inte inkluderades på Sung Tongs och en instrumental låt av Weitz, som inte var med på inspelningarna med Bunyan. Utgivningen av Prospect Hummer 2005 ledde till att FatCat Records gav ut Vashti Bunyans andra studioalbum, och därmed avslutade hon ett trettio år långt uppehåll.
År 2005 utgavs även gruppens nästa studioalbum, Feels, den första utgivningen där alla medlemmar medverkade sedan Here Comes the Indian. Även detta album togs mycket väl emot av musikkritiker; Pitchfork Media placerade albumet på plats 7 på sin årslista 2005. Efter utgivningen av Feels utförde gruppen en omfattande turné i Nordamerika, Europa och Oceanien. Under 2005 och 2006 debuterades många nya låtar live, som senare skulle bli inkluderade på deras nästa studioalbum. I slutet av 2006 utgavs People, en EP-skiva med tre låtar som blev inspelade under Feels-inspelningarna och en liveversion av titelspåret.

### Kommersiell framgång och visuellt album (2007–2010)

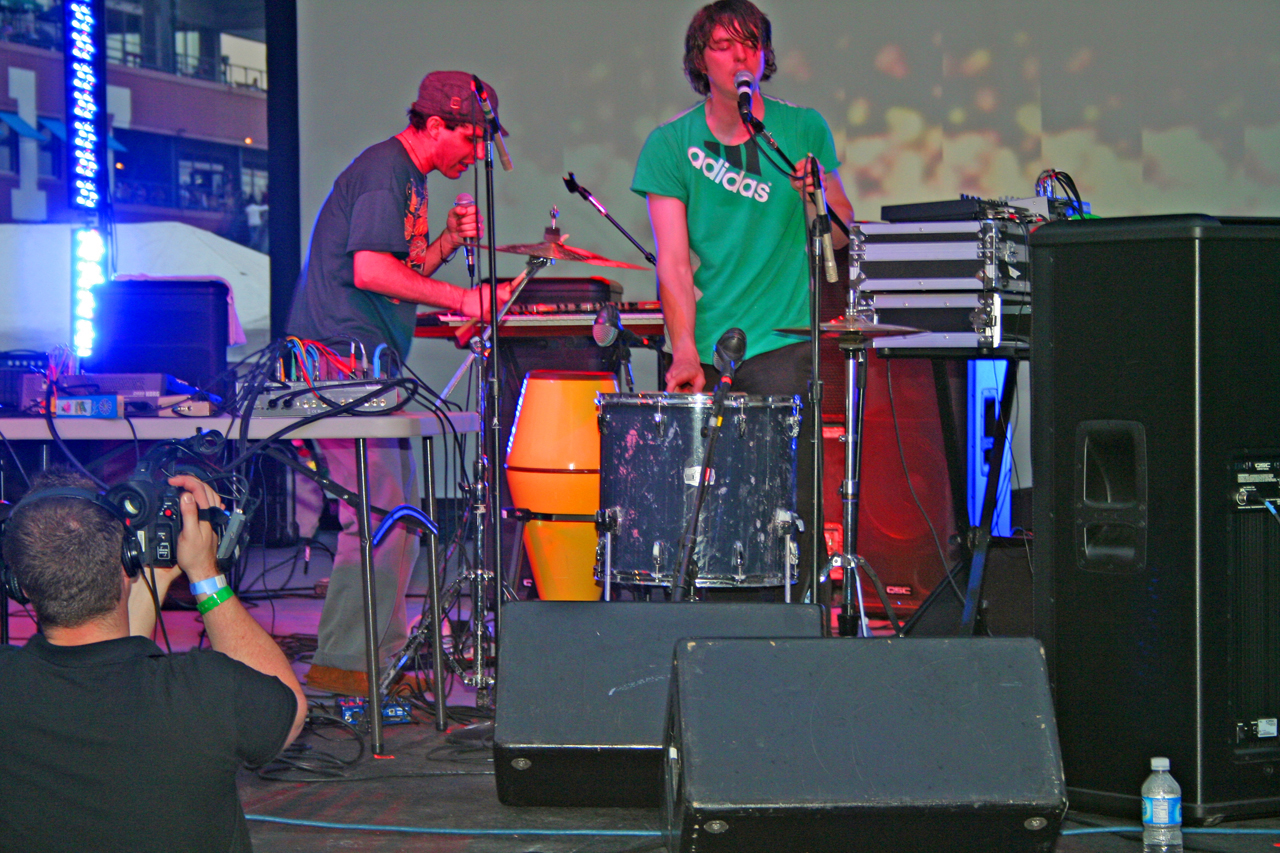
Animal Collective under ett liveframträdande 2007. Efter utgivningen av Strawberry Jam turnerade gruppen som en trio utan Dibbs.

I början av 2007 uppgav Domino Records att de skulle utge nästa album av gruppen. Dibb deltog i inspelningarna av albumet, men meddelade på ett fanforum i början av 2007 att han skulle ta en paus från gruppen. I början av juli samma år läckte Strawberry Jam ut på internet. Det utgavs av Domino Records september 2007 och mottog positiva reaktioner från musikkritiker. Albumet placerade nådde topplaceringen 3 på Billboards "Independent Albums"-lista och plats 72 på Billboard 200. I mars samma år släppte Lennox sitt tredje soloalbum, Person Pitch, som bland annat Pitchfork Media utsåg till 2007 års bästa album. 2007 släppte även Portner ett album med sin dåvarande fru Kría Brekkan, Pullhair Rubeye.
Redan innan utgivningen av Strawberry Jam började gruppen debutera låtar live som skulle bli inkluderade på deras nästa studioalbum. Gruppen fortsatte turnera under 2007 och 2008 som en trio, utan Dibb, som dock var närvarande vid deras TV-debut, då bandet framförde låten "#1" på Late Night with Conan O'Brien. Under 2008 utgav de även en EP-skiva, Water Curses, som innehåller tre låtar som blev inspelade under Strawbery Jam-inspelningarna och en låt som blev inspelad under 2008.
I början av 2008 började gruppen spela in sitt nästa album, Merriweather Post Pavilion, fortfarande som en trio. Albumet utgavs 6 januari 2009 av Domino Records, och blev direkt hyllat av musikkritiker. Albumet var också en kommersiell framgång, den nådde topplaceringen 13 på Billboard 200 i USA och topplaceringen 37 på Sverigetopplistan. 7 maj 2009 gjorde gruppen ett andra TV-framträdande på The Late Show with David Letterman, där de framförde låten "Summertime Clothes". Gruppen fortsatte turnera under 2009, där de debuterade låtarna "What Would I Want? Sky" och "Bleed". Dessa låtar skulle senare bli inkluderade på EP-skivan Fall Be Kind, utgiven 23 november 2009.
Under fyra år hade gruppen tillsammans med Danny Perez arbetat på ODDSAC, ett visuellt album. Filmen innehåller animationer och scener som agerar i samtakt med musiken. Lennox sa att de ville skapa en film som skulle likna vad någon skulle se om de slöt ögonen medan de lyssnade på gruppens musik. Filmen debuterade på 2010 års upplaga av Sundance Film Festival. Under 2010 släppte Portner sitt första soloalbum under artistnamnet Avey Tare, Down There.

### Centipede HzochPainting With(2011–2019)
Under 2011 började Dibb återigen turnera med gruppen. 12 april 2011 släppte Lennox sitt fjärde soloalbum, Tomboy.
7 maj 2012 släpptes låtarna "Honeycomb" och "Gotham" digitalt som också släpptes som 7"-vinyl 26 juni på Domino Records. 13 maj samma år blev det klart att gruppens nionde studioalbum Centipede Hz skulle släppas september 2012 på Domino Records. Albumet innehåller 11 låtar, men "Honeycomb" och "Gotham" som tidigare gavs ut på singel inkluderades inte på albumet.
Gruppens tionde studioalbum, Painting With, släpptes 19 februari 2016. 2018 släppte gruppen Tangerine Reef, deras andra visuella album efter ODDSAC.

### Time SkiffsochIsn't It Now?(2020–)
I juli 2020 släpptes EP-skivan Bridge to Quiet. September samma år avslöjade de även att de jobbar på ny musik.
2022 släppte gruppen studioalbumet Time Skiffs. Det följdes upp av Isn't It Now? året därpå.

## Diskografi

### Studioalbum
- 2000 – Spirit They're Gone, Spirit They've Vanished
- 2001 – Danse Manatee
- 2003 – Campfire Songs
- 2003 – Here Comes the Indian
- 2004 – Sung Tongs
- 2005 – Feels
- 2007 – Strawberry Jam
- 2009 – Merriweather Post Pavilion
- 2012 – Centipede Hz
- 2016 – Painting With
- 2022 – Time Skiffs
- 2023 – Isn't It Now?

### EP-skivor
- 2005 – Prospect Hummer
- 2006 – People
- 2008 – Water Curses
- 2009 – Fall Be Kind
- 2012 – Transverse Temporal Gyrus
- 2017 – The Painters
- 2020 – Bridge to Quiet

### Livealbum
- 2002 – Hollinndagain
- 2009 – Animal Crack Box
- 2015 – Live at 9:30
- 2019 – Ballet Slippers

### Singlar
- 2004 – "Wastered" (tillsammans med Black Dice)
- 2004 – "Who Could Win A Rabbit"
- 2006 – "Grass"
- 2006 – "The Purple Bottle"
- 2007 – "Fireworks"
- 2009 – "My Girls"
- 2009 – "Summertime Clothes"
- 2009 – "Brothersport"
- 2012 – "Honeycomb / Gotham"
- 2012 – "Today's Supernatural"
- 2012 – "Applesauce"
- 2015 – "FloriDada"
- 2016 – "Gnip Gnop / Hounds of Bairro"
- 2021 – "Prester John"

### Visuella album
- 2010 – ODDSAC
- 2018 – Tangerine Reef

### Soundtrackalbum
- 2021 – Crestone